# Белькер
Бельке́р (фр. Belcaire) — коммуна во Франции, находится в регионе Лангедок — Руссильон. Департамент коммуны — Од. Административный центр кантона Белькер. Округ коммуны — Лиму.
Код INSEE коммуны — 11028.

## Население
Население коммуны на 2008 год составляло 425 человек.
| 1962 | 1968 | 1975 | 1982 | 1990 | 1999 | 2008 |
| ---- | ---- | ---- | ---- | ---- | ---- | ---- |
| 585  | 504  | 463  | 421  | 360  | 392  | 425  |

## Экономика
В 2007 году среди 221 человек в трудоспособном возрасте (15—64 лет) 148 были экономически активными, 73 — неактивными (показатель активности — 67,0 %, в 1999 году было 62,1 %). Из 148 активных работали 140 человек (84 мужчины и 56 женщин), безработных было 8 (3 мужчин и 5 женщин). Среди 73 неактивных 8 человек были учащимися или студентами, 32 — пенсионерами, 33 были неактивными по другим причинам.

## Фотогалерея

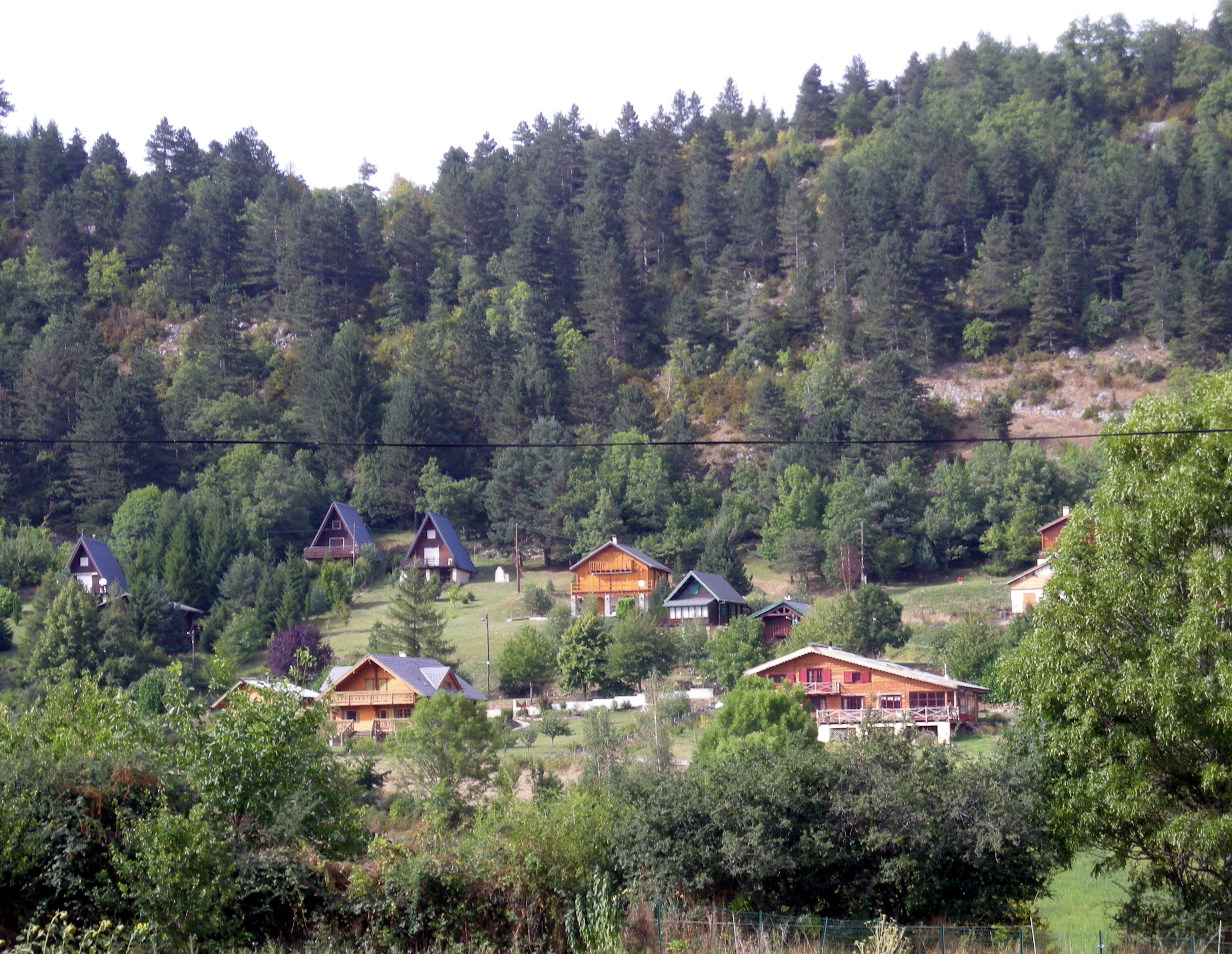
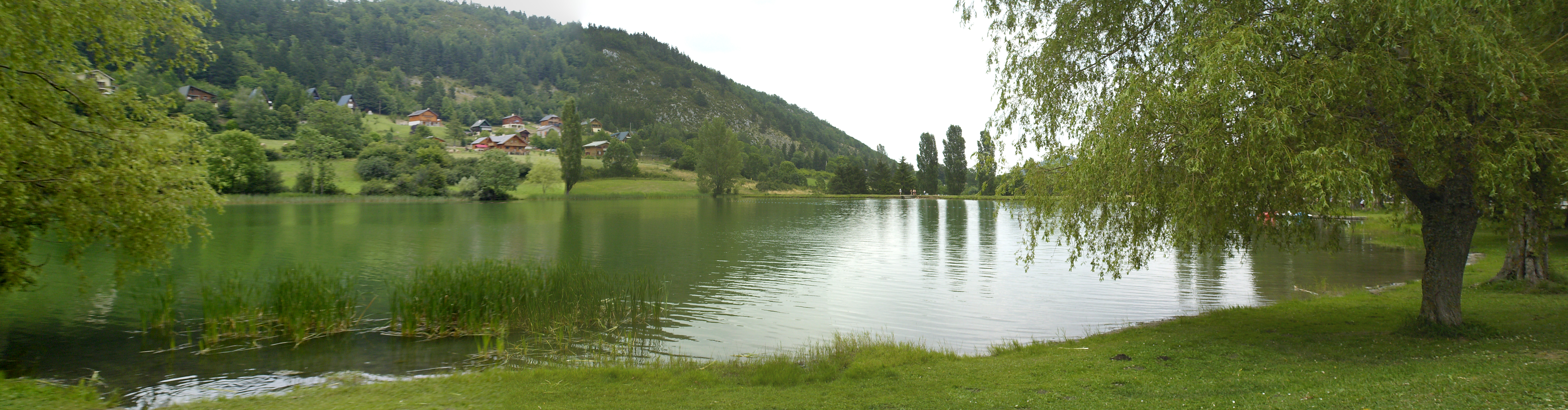
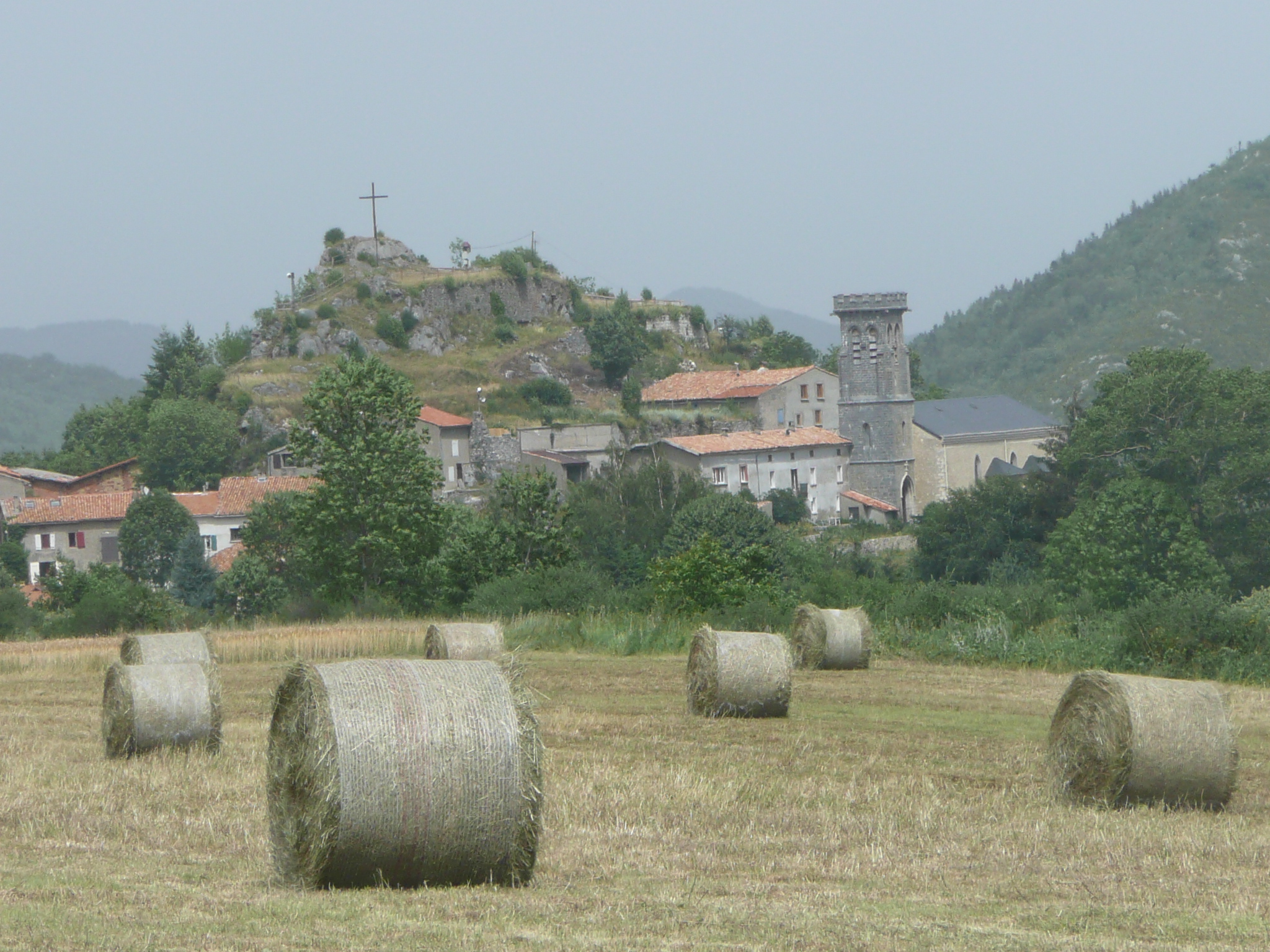